# Ciclismo nos Jogos Olímpicos de Verão de 2008 - BMX feminino
A prova de BMX feminino do ciclismo olímpico ocorreu entre 20 e 22 de agosto na Pista de Motocross Laoshan.

## Medalhistas
| Ouro   | FRA Anne-Caroline Chausson |
| Prata  | FRA Laëtitia Le Corguillé  |
| Bronze | USA Jill Kintner           |

## Formato da competição
Cada uma das 16 ciclistas fez uma tomada de tempo de duas corridas individualmente no percurso para definir o balizamento das fases eliminatórias. Na primeira fase classificatória, as ciclistas foram divididas em duas semifinais. Em cada uma, as ciclistas desceram a pista três vezes, usando um sistema de pontos-por-colocação (semelhante à vela - o primeiro lugar ganha um ponto, o segundo lugar ganha dois pontos etc - avançam os que tiverem menos pontos). As quatro melhores de cada bateria fizeram a final, em corrida única.

## Resultados

### Tomada de tempo
| Pos. | Atleta                     | 1ª descida | 2ª descida | Melhor tempo | Dif.   |
| ---- | -------------------------- | ---------- | ---------- | ------------ | ------ |
| 1    | FRA Anne-Caroline Chausson | 36.660     | 43.174     | 36.660       |        |
| 2    | GBR Shanaze Reade          | 59.330     | 36.882     | 36.882       | +0.222 |
| 3    | FRA Laëtitia Le Corguillé  | 37.606     | 37.145     | 37.145       | +0.485 |
| 4    | NZL Sarah Walker           | 37.187     | 37.549     | 37.187       | +0.527 |
| 5    | ARG Gabriela Díaz          | 37.590     | 38.927     | 37.590       | +0.930 |
| 6    | AUS Nicole Callisto        | 38.260     | 37.717     | 37.717       | +1.057 |
| 7    | USA Jill Kintner           | 39.031     | 37.913     | 37.913       | +1.253 |
| 8    | CZE Jana Horáková          | 39.213     | 38.077     | 38.077       | +1.417 |
| 9    | SUI Jenny Fähndrich        | 39.152     | 38.209     | 38.209       | +1.549 |
| 10   | AUS Tanya Bailey           | 38.621     | 38.285     | 38.285       | +1.625 |
| 11   | NED Lieke Klaus            | 38.709     | 38.808     | 38.709       | +2.049 |
| 12   | DEN Amanda Sørensen        | 39.183     | 38.719     | 38.719       | +2.059 |
| 13   | CAN Samantha Cools         | 39.813     | 39.137     | 39.137       | +2.477 |
| 14   | ARG María Belén Dutto      | 40.423     | 40.193     | 40.193       | +3.533 |
| 15   | HUN Anikó Hódi             | 43.137     | 41.772     | 41.772       | +5.112 |
| 16   | CHN Ma Liyun               | 42.563     | 42.015     | 42.015       | +5.355 |

### Semifinais

#### Semifinal 1
| Pos. | Atleta                     | 1ª corrida | 2ª corrida | 3ª corrida   | Total |   |
| ---- | -------------------------- | ---------- | ---------- | ------------ | ----- | - |
| 1    | FRA Anne-Caroline Chausson | 1 (36.931) | 1 (37.028) | 2 (36.747)   | 4     | Q |
| 2    | NZL Sarah Walker           | 2 (37.499) | 3 (39.038) | 1 (36.731)   | 6     | Q |
| 3    | ARG Gabriela Díaz          | 3 (37.605) | 2 (38.235) | 8 (DNF)      | 13    | Q |
| 4    | CAN Samantha Cools         | 6 (39.765) | 5 (39.457) | 3 (38.690)   | 14    | Q |
| 5    | CZE Jana Horáková          | 5 (39.107) | 4 (39.457) | 7 (1:32.284) | 16    |   |
| 6    | SUI Jenny Fähndrich        | 4 (38.658) | 7 (45.912) | 6 (52.687)   | 17    |   |
| 7    | CHN Ma Liyun               | 7 (41.789) | 6 (41.497) | 5 (41.839)   | 18    |   |
| 8    | DEN Amanda Sørensen        | 8 (DNF)    | 8 (47.469) | 4 (39.474)   | 20    |   |

#### Semifinal 2
| Pos. | Atleta                    | 1ª corrida   | 2ª corrida | 3ª corrida | Total |   |
| ---- | ------------------------- | ------------ | ---------- | ---------- | ----- | - |
| 1    | FRA Laëtitia Le Corguillé | 1 (37.917)   | 1 (37.130) | 2 (37.076) | 4     | Q |
| 2    | USA Jill Kintner          | 3 (38.950)   | 3 (39.700) | 3 (38.235) | 9     | Q |
| 3    | GBR Shanaze Reade         | 7 (2:17.714) | 2 (39.218) | 1 (36.699) | 10    | Q |
| 4    | AUS Nicole Callisto       | 2 (38.244)   | 6 (47.311) | 4 (38.435) | 12    | Q |
| 5    | NED Lieke Klaus           | 4 (40.955)   | 4 (40.143) | 5 (38.800) | 13    |   |
| 6    | HUN Anikó Hódi            | 6 (44.021)   | 5 (41.867) | 7 (40.169) | 18    |   |
| 7    | ARG María Belén Dutto     | 5 (41.307)   | 7 (47.927) | 8 (40.295) | 20    |   |
| 8    | AUS Tanya Bailey          | 8 (DNF)      | 8 (DNF)    | 6 (39.505) | 22    |   |

### Final
| Pos. | Atleta                     | Tempo    |
| ---- | -------------------------- | -------- |
|      | FRA Anne-Caroline Chausson | 35.976   |
|      | FRA Laëtitia Le Corguillé  | 38.042   |
|      | USA Jill Kintner           | 38.674   |
| 4    | NZL Sarah Walker           | 38.805   |
| 5    | ARG Gabriela Díaz          | 39.747   |
| 6    | AUS Nicole Callisto        | 1:19.609 |
| 7    | CAN Samantha Cools         | DNF      |
| 8    | GBR Shanaze Reade          | DNF      |

- Q: Classificado
- DNF:Não completou a prova.